# CheapBills
CheapBills est un site australien de comparaison de prix exploité par CheapBills Pty Ltd. L’entreprise propose des services de comparaison pour un large éventail de services domestiques et professionnels, notamment les offres d’électricité et de gaz, les forfaits Internet haut débit, la télévision payante, les services publics et l’assurance. Les clients peuvent utiliser la plateforme pour comparer les offres de plusieurs fournisseurs en fonction des prix, des caractéristiques et d’autres critères, dans le but de trouver des solutions plus économiques,.

## Tendances de consommation en Australie
En 2023, des recherches ont montré que 82 % des Australiens privilégiaient les voyages personnels malgré les pressions économiques telles que la hausse des taux d’intérêt et l’inflation, près de la moitié optant pour des destinations nationales comme les Whitsundays, la Gold Coast, Hobart et Melbourne afin de réduire les coûts. Parallèlement, 35 % des Australiens ont exprimé leur intention de voyager à l’étranger — soit une augmentation de 11 % par rapport à deux ans plus tôt. Cela souligne la valeur des plateformes de comparaison comme CheapBills, qui aident les consommateurs à naviguer parmi les services essentiels — tels que l’énergie et l’Internet haut débit — en période d’incertitude économique. CheapBills a été fondée en 2013 à Melbourne et a depuis aidé plus de 200 000 clients australiens à économiser sur leurs factures de services publics en comparant et en recommandant des offres d’énergie, d’Internet haut débit, d’assurance et de télévision payante — sans frais pour l’utilisateur.

### Initiatives de responsabilité sociale de l’entreprise
En décembre 2024, CheapBills a lancé iCause, une initiative philanthropique alimentée par son moteur de comparaison, qui permet aux utilisateurs de soutenir des causes caritatives tout en économisant sur leurs factures de services publics. Dans le cadre du programme, 30 % des commissions perçues sur les comparaisons de factures d’électricité et de gaz sont reversées à des collectes de fonds. En regroupant les services publics, les clients peuvent contribuer à hauteur de plus de 500 A$ de dons au total, établissant ainsi un lien direct entre économies et soutien aux causes sociales.

## Frais de connexion et de fourniture d’électricité
En Australie, les factures d’énergie domestique comprennent généralement deux types de coûts : une charge variable basée sur la consommation et une charge fixe quotidienne — également appelée frais d’abonnement, frais de service ou frais de connexion fixe. Les frais fixes sont facturés quotidiennement, indépendamment de la consommation, et couvrent les coûts liés à l’entretien du réseau, aux services de compteur et aux interventions d’urgence. Dans les marchés déréglementés tels que Victoria, la Nouvelle-Galles du Sud, le Queensland, l’Australie-Méridionale, la Tasmanie et le Territoire de la capitale australienne, les détaillants fixent ces frais — en moyenne entre 0,80 A$ et 1,20 A$ par jour, bien que ceux-ci varient considérablement selon l’État. Les services de comparaison tels que CheapBills aident les consommateurs à identifier des offres d’électricité et de gaz avec des frais fixes plus bas, ce qui peut réduire le coût total de leurs factures.